# Kazimierz Pułaski
Kazimierz Pułaski (pronunciación en polaco: /kaˈʑimjɛʂ puˈwaskʲi/ (escucharⓘ)), de nombre completo Kazimierz Michał Wacław Wiktor Pułaski y también conocido como Casimiro Pulaski o Casimir Pulaski (Varsovia, Polonia, 4 de marzo de 1745-11 de octubre de 1779), fue un militar y político polaco que se hizo célebre por haber servido en el ejército de George Washington en la guerra de la independencia de los Estados Unidos y por haber sido el "padre de la caballería" de ese país. Perteneció a la nobleza de la República de las Dos Naciones y fundó, junto con su padre, Józef Pułaski, la Confederación de Bar contra la dominación rusa de Polonia-Lituania, donde llegó a convertirse en célebre comandante. Este levantamiento fracasó y, tras su captura por las tropas rusas, abandonó la federación y emigró a América del Norte, donde ejerció como militar de fortuna. Durante la guerra de Independencia de los Estados Unidos, salvó la vida de George Washington y fue nombrado general del Ejército Continental. Murió a consecuencia de las heridas sufridas en la batalla de Savannah.[cita requerida]
En 2009, Kazimierz Pułaski recibió el nombramiento de ciudadano honorario de los Estados Unidos.
Durante más de dos siglos, se asumió que su sexo era masculino, por su evidente forma de expresar su identidad durante su vida. Sin embargo, en la década de 1990, investigadores que estudiaron sus restos descubrieron características en su esqueleto que los llevaron a presumir que en realidad sería una mujer biológicamente cuya apariencia sería la de un hombre, es decir, que se trataba de un estado intersexual. En la década del 2010, científicos que realizaron pruebas genéticas confirmaron que el esqueleto correspondía a Kazimierz.

## Biografía

### Primeros años
Kazimierz Pułaski nació el 6 de marzo de 1745 en Varsovia, en la casa solariega de la familia Pułaski. Su familia, de la aristocracia polaca, llevaba el escudo de armas Ślepowron. Kazimierz era el segundo hijo de Marianna Zielińska y de Józef Pułaski. Su padre era advocatus en el Tribunal de la Corona y el starosta de Warka y uno de los vecinos más célebres de dicha localidad.
En su juventud, asistió al Collegium Nobilium de Varsovia, una escuela de élite dirigida por la orden católica de los teatinos, pero no completó sus estudios.
En 1762, Pułaski empezó a trabajar como paje de Carlos de Sajonia, duque de Curlandia y vasallo del rey de Polonia. Pasó seis meses en la corte ducal en Mitau, durante los cuales la corte fue internada en los palacios por las fuerzas rusas que ocupaban la zona. A continuación, regresó a Varsovia y su padre le cedió el pueblo de Zezulińce en Podolia; a partir de ese momento, Pułaski utilizó el título de starosta de Zezulińce.

### Confederación de Bar

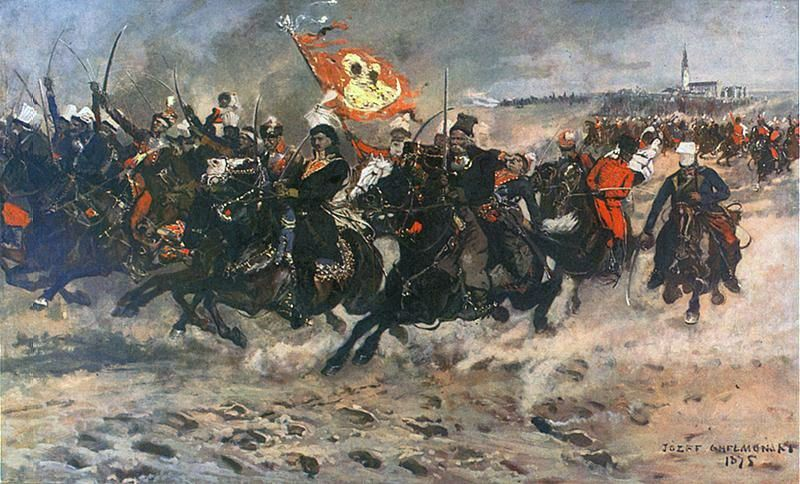
Pułaski en Częstochowa. Cuadro de 1875 de Józef Chełmoński.

Participó con su familia en la elección en 1764 del nuevo monarca de Polonia, Estanislao II Poniatowski. En diciembre de 1767, Pułaski y su padre se implicaron en la Confederación de Bar, que consideraba al rey Estanislao II como un títere de Rusia y pretendía reducir la hegemonía rusa sobre la Mancomunidad de Polonia-Lituania. Las fuerzas rusas estacionadas en Polonia se opusieron activamente a la confederación. Pułaski reclutó una unidad y, el 29 de febrero de 1768, firmó el acta de la confederación, declarándose así partidario oficial del movimiento. El 6 de marzo, recibió el rango de pułkownik (coronel) y comandó una chorągiew (unidad de caballería). En marzo y abril, Pułaski agitó entre los militares polacos, y consiguió convencer a algunas fuerzas para que se unieran a los confederados. Libró su primera batalla el 20 de abril, cerca de Pohorełe, de la que salió victorioso. También ganó otra batalla el 23 de abril, cerca de Starokostiantyniv. Sin embargo, otro combate en Kaczanówka el 28 de abril se saldó con una derrota. A comienzos de mayo, tomó la guarnición de Chmielnik, pero tuvo que retirarse ante la derrota de los refuerzos aliados. Se retiró a un monasterio en Berdyczów, que defendió durante dos semanas hasta el 16 de junio de un asedio por parte de las fuerzas realistas. Sin embargo, se vio obligado a rendirse y fue capturado por los rusos. Fue liberado el 28 de junio a cambio de prometer que no volvería a tomar las armas con los confederados y que presionaría a estos para que pusieran fin a las hostilidades. Sin embargo, Pułaski consideró que su promesa no era vinculante e hizo una declaración pública en este sentido nada más llegar a un campamento confederado a finales de julio. Haber aceptado el compromiso en primer lugar debilitó su autoridad y popularidad entre los confederados, y su propio padre se cuestionó si se le debía someter a un consejo de guerra. Se produjeron acalorados debates, y Pułaski no se reincorporó al servicio activo hasta principios de septiembre.

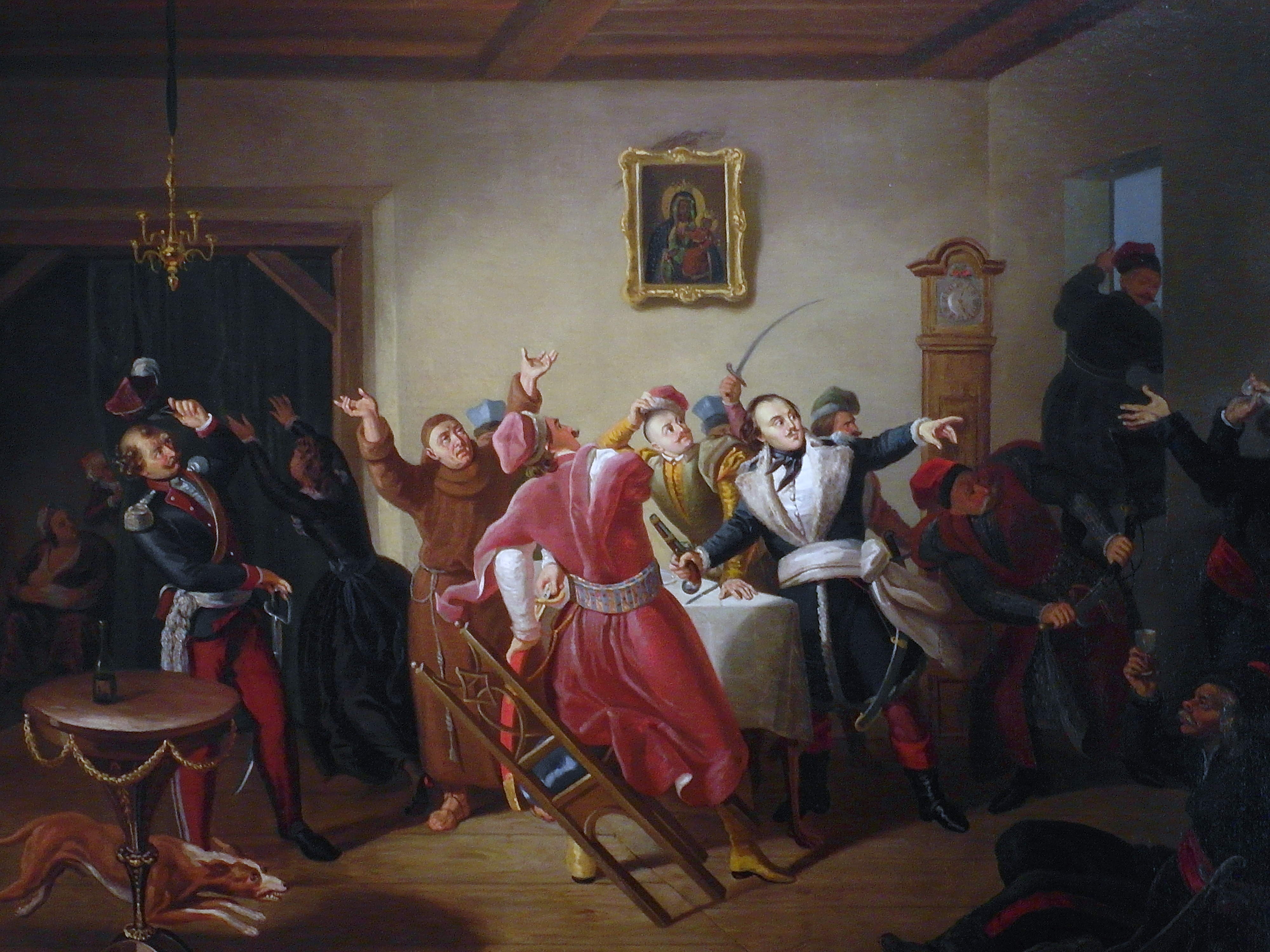
Kazimierz Pułaski reuniendo partidarios para la Confederación de Bar. Cuadro de Korneli Szlegel.

En 1769, la unidad de Pułaski fue asediada una vez más por fuerzas numéricamente superiores, en esta ocasión en la antigua fortaleza de Okopy Świętej Trójcy, que le había servido de base de operaciones desde diciembre del año anterior. Sin embargo, tras una férrea defensa, consiguió romper el cerco ruso. El 7 de abril, fue nombrado regimentarz del voivodato de Cracovia. En mayo y junio, operó cerca de Przemyśl, pero no logró tomar la ciudad. Criticado por algunos de sus compañeros confederados, Pułaski partió hacia Lituania con sus aliados y una fuerza de unos 600 hombres el 3 de junio. Allí, Pułaski intentó incitar una revuelta mayor contra Rusia; a pesar de no obtener éxitos militares decisivos, logró reunir un ejército de 4000 hombres y devolverlo a un punto de parada confederado. Esta excursión recibió la atención internacional y le granjeó la reputación de ser el líder militar más efectivo de la Confederación de Bar. A continuación, se dirigió con su unidad hacia Zamość y, tras estar a punto de perder la vida aun con superioridad numérica ante las fuerzas del futuro generalísimo Aleksandr Suvórov en la desastrosa Batalla de Orzechowo (o de Orejóvo, en ruso), al día siguiente, el 15 de septiembre, fue de nuevo derrotado en la batalla de Włodawa (o Łomazy), quedando sus fuerzas casi completamente disueltas. Pasó el resto del año recomponiendo su unidad en la región de Subcarpacia.
En febrero de 1770, Pułaski se trasladó cerca de Nowy Targ, y, en marzo, contribuyó a someter el motín de Józef Bierzyński. Con base en Izby, posteriormente operó en el sur de Pequeña Polonia y el 13 de mayo sufrió una derrota en la batalla de Dęborzyn. En torno al 9 o 10 de junio, estuvo en Prešov en una conferencia con otros líderes confederados; allí se reunió con José II del Sacro Imperio Romano Germánico, quien felicitó a Pułaski por sus acciones. El 3–4 de julio, el campamento de Pułaski fue capturado por Johann von Drewitz, y se vio obligado a retirarse a Austria. A principios de agosto se reunió con el emisario francés Charles François Dumouriez. Desoyó la orden de capturar Lanckorona, y en su lugar cooperó con Michał Walewski en un asalto a Cracovia en la noche del 31 de agosto. A continuación, partió para Częstochowa. El 10 de septiembre, junto con Walewski, utilizó un subterfugio para tomar el control del monasterio de Jasna Góra. El 18 de septiembre, se reunió con la aristócrata Franciszka z Krasińskich, esposa de Carlos de Sajonia, duque de Curlandia; la impresionó y ella se convertiría en una de sus protectores. Hacia el 22–24 de septiembre, Walewski fue nombrado comandante de Jasna Góra, lo que supuso un menosprecio para Pułaski, pero este siguió siendo el comandante de facto de las tropas confederadas estacionadas en Jasna Góra y sus alrededores. Entre el 10 de septiembre de 1770 y el 14 de enero de 1771, Pułaski, Walewski y Józef Zaremba comandaron las fuerzas polacas durante el sitio de Jasna Góra. Hicieron una exitosa defensa contra Drewitz en una serie de enfrentamientos de los cuales el mayor tuvo lugar el 11 de noviembre y fue seguido de un asedio entre el 31 de diciembre y el 14 de enero. La defensa de Jasna Góra mejoró aún más su reputación entre los confederados y en el extranjero. Una canción confederada popular que se burlaba de Drewitz mencionaba a Pułaski y Jasna Góra. Pułaski pretendía perseguir a Drewitz, pero una creciente discordia entre él y Zaremba impidió que esto se convirtiera en una opción real.

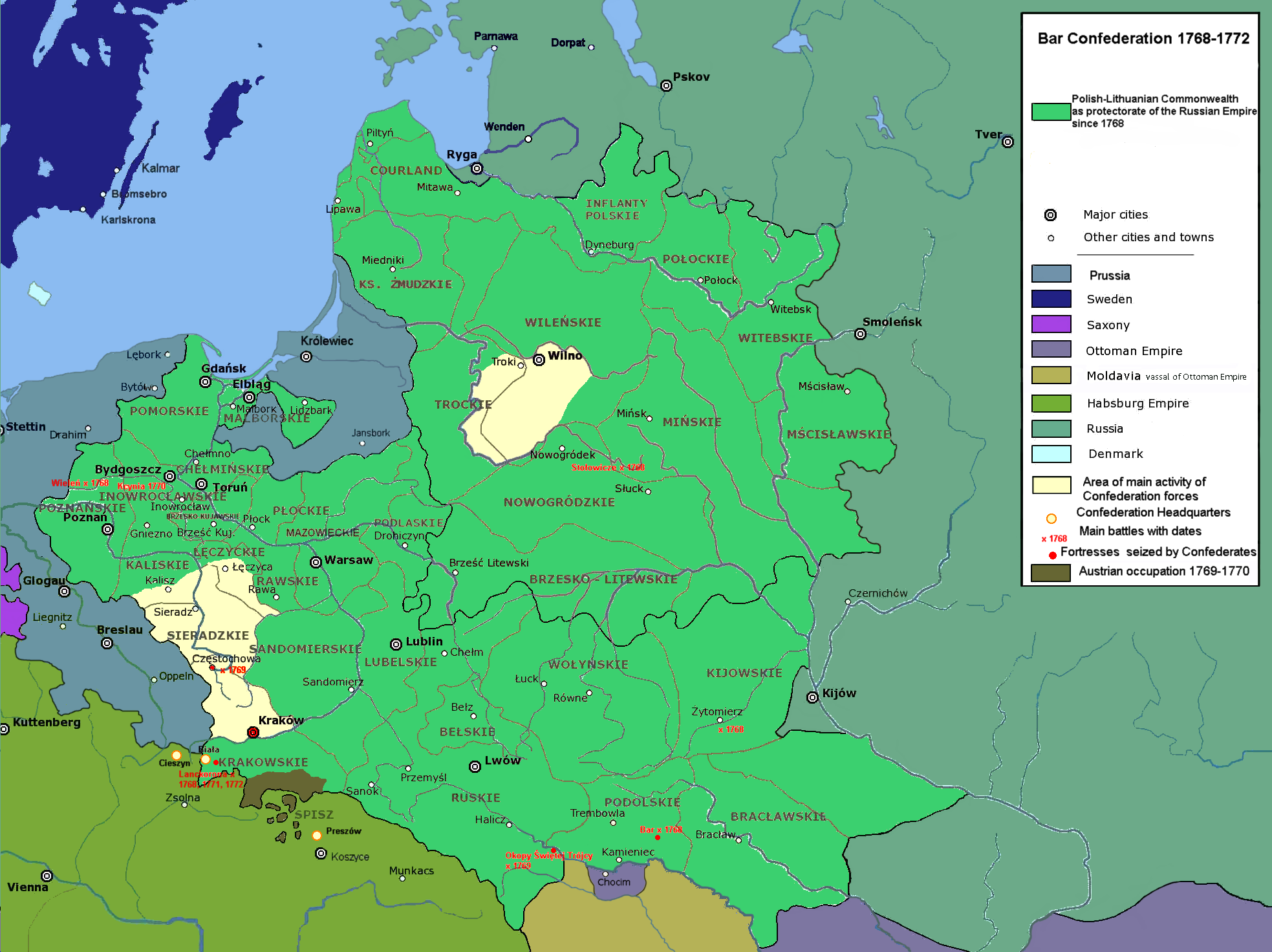
Mapa del conflicto de la Confederación de Bar en Polonia entre 1768 y 1772, en el que las áreas controladas por los confederados están coloreadas de blanco.

En febrero de 1771, Pułaski operó en los alrededores de Lublin; el 25 de febrero salió victorioso en Tarłów y en la noche del 28 de febrero al 1 de marzo, sus fuerzas sitiaron Kraśnik. En marzo formó parte del Consejo de Guerra de los confederados. Dumouriez, quien llegó a ser consejero militar de los confederados, lo describió entonces como «espontáneo, más orgulloso que ambicioso, amigo del príncipe de Curlandia, enemigo de la familia Potocki, valiente y honesto», así como popular entre otros comandantes. Esto se debió a su negativa a cumplir órdenes y adherirse a la disciplina. Jędrzej Kitowicz, quien también lo conoció en esa época, lo describió como un hombre bajo y delgado que caminaba y hablaba con rapidez y al que no le interesaban las mujeres ni la bebida. Además, le gustaba luchar contra los rusos por encima de todo, y era audaz hasta el punto de olvidarse de su propia seguridad en las batallas, lo que provocó numerosas derrotas.

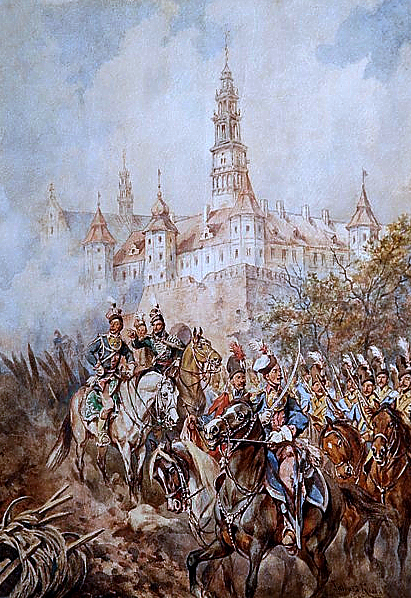
Pułaski ante los muros del Monasterio de Jasna Góra en 1770. Cuadro de Juliusz Kossak.

En mayo de 1771, Pułaski avanzó sobre Zamość, negándose a coordinar una operación con Dumouriez contra Aleksandr Suvórov; sin el apoyo de Pułaski, los confederados sufrieron una derrota en la batalla de Lanckorona. Las fuerzas de Pułaski salieron victoriosas de la batalla de Majdany, y sitiaron brevemente Zamość, pero Suvórov consiguió darle asistencia y romper así el sitio. Pułaski retrocedió hacia Częstochowa, sufriendo bajas importantes. El 27 de julio, presionado por Franciszka z Krasińskich, declaró que en adelante seguiría estrictamente las órdenes de la Confederación, que hasta entonces había desatendido habitualmente. En octubre, aumentaron sus responsabilidades en el Consejo de Guerra, y ese mismo mes se involucró en el plan de secuestrar al rey Poniatowski. Pułaski se opuso inicialmente a este plan, pero después lo apoyó con la condición de que el rey no sufriera ningún daño. El intento fracasó, debilitando la reputación internacional de los confederados, y cuando se conoció la participación de Pułaski, los austriacos lo expulsaron de sus territorios. Pasó el invierno y la primavera siguiente en Częstochowa, y durante este periodo varios de sus seguidores fueron derrotados, capturados o muertos.
El 31 de mayo de 1772, cada vez más distanciado de otros líderes de la Confederación, Pułaski abandonó el monasterio de Jasna Góra y se dirigió a Silesia, en Prusia. Mientras tanto, la Confederación cayó derrotada, y la mayoría de los combates ya habían terminado hacia el verano. En general, Pułaski era considerado uno de los líderes más célebres de los confederados, aunque actuaba habitualmente de forma independiente, desobedeciendo las órdenes del mando confederado, y entre sus detractores (entre los cuales se encontraba Dumouriez) tenía fama de «bala perdida». La primera partición de Polonia tuvo lugar en 1772.
Al abandonar Prusia, Pułaski buscó refugio en Francia, donde trató de unirse al ejército francés, sin éxito. En 1773, sus oponentes en Polonia lo acusaron de intento de regicidio, y el 7 de junio se inició un proceso en el Tribunal del Sejm. El Sejm de la Partición había sido convocado por los vencedores para validar la primera partición.
El mismo Poniatowski advirtió a Pułaski de que se mantuviera alejado de Polonia, o de lo contrario se arriesgaría a morir. El tribunal emitió su veredicto en julio in absentia, en el que despojó a Pułaski de «toda dignidad y honor», ordenó la confiscación de sus bienes y lo condenó a muerte. Pułaski trató de recrear una fuerza confederada en el Imperio otomano durante la guerra ruso-turca, pero, antes de que hubiera podido progresar, los turcos habían sido derrotados, y a duras penas logró escapar por mar a Marsella. Se encontró endeudado e incapaz de encontrar un ejército que lo alistara. Pasó el año 1775 en Francia, en ocasiones encarcelado debido a las deudas, hasta que sus aliados consiguieron reunir suficientes fondos para obtener su liberación. Por esa época, gracias a los esfuerzos de su amigo Claude-Carloman de Rulhière, fue reclutado por el marqués de Lafayette y Benjamin Franklin (a quien conoció en primavera de 1777) para servir en la guerra de Independencia de los Estados Unidos.

### En Estados Unidos

#### Frente septentrional
Franklin quedó impresionado por Pułaski, de quien escribió «El conde Pulaski de Polonia, un oficial famoso por toda Europa por su valentía y su conducta en defensa de las libertades de su país contra las tres grandes potencias invasoras de Rusia, Austria y Prusia ... puede ser muy útil para nuestro servicio». y recomendó al general George Washington que lo aceptara como voluntario en la caballería del Ejército Continental, calificándolo de «renombrado por toda Europa por el coraje y la valentía que ha mostrado en defensa de la libertad de su país». Pułaski partió de Nantes en junio y llegó a Marblehead, una localidad cercana a Boston, el 23 de julio de 1777. Tras su llegada, Pułaski escribió a Washington: «He venido aquí, donde se está defendiendo la libertad, para servirla y para vivir o morir por ella».

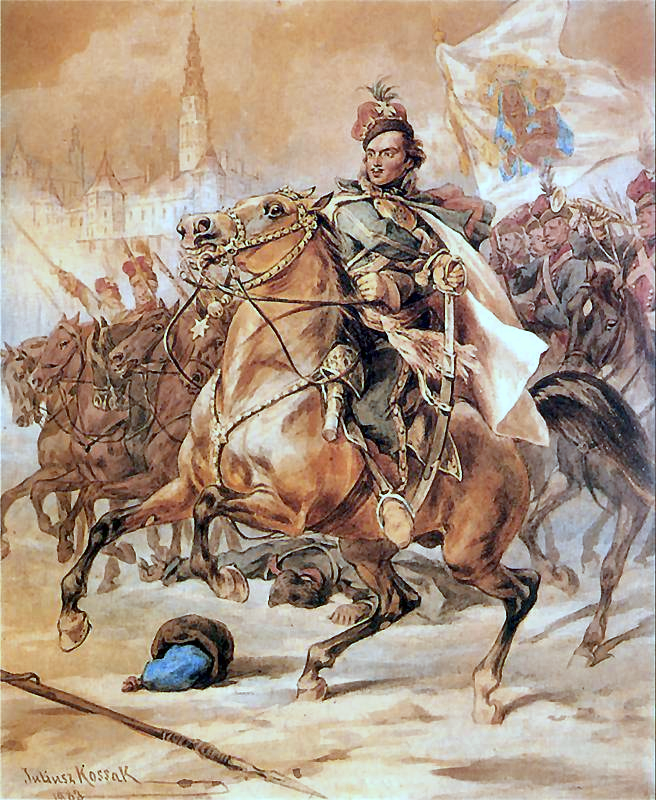
Pułaski en defensa de Częstochowa, cuadro de Juliusz Kossak de 1883.

El 20 de agosto, se reunió con Washington en su cuartel general de Neshaminy Falls, en las afueras de Filadelfia. Hizo gala de sus acrobacias a caballo y abogó por la superioridad de la caballería sobre la infantería. Dado que Washington no pudo concederle el rango de oficial, Pułaski pasó los siguientes meses viajando entre Washington y el Congreso de los Estados Unidos en Filadelfia, a la espera de su nombramiento. Su primer combate contra los británicos se produjo antes de su nombramiento, el 11 de septiembre de 1777, en la batalla de Brandywine. Cuando las tropas del Ejército Continental empezaron a ceder, hizo un reconocimiento junto con la escolta de Washington, compuesta por unos 30 hombres, y reportó que el enemigo intentaba cortar la línea de retirada. Washington le ordenó que reuniera el mayor número posible de las tropas desperdigadas que se cruzaran por su camino y las empleara a discreción para asegurar la retirada del ejército. Su carga posterior evitó una desastrosa derrota de la caballería del Ejército Continental, lo que salvó la vida a George Washington y le hizo ganar reputación a Pułaski. Como resultado de ello, el 15 de septiembre de 1777, por orden del Congreso, Washington nombró a Pułaski brigadier general de la caballería del Ejército Continental. En ese momento, la caballería estaba apenas compuesta por unos pocos centenares de hombres organizados en cuatro regimientos. Estos hombres estaban dispersos entre las numerosas formaciones de infantería y empleados principalmente para tareas de exploración. Pułaski empezó a trabajar enseguida en la reforma de esta caballería y escribió las primeras regulaciones para la formación.
El 16 de septiembre, mientras patrullaba al oeste de Filadelfia, Pułaski divisó un buen número de fuerzas británicas que se dirigían hacia la posición continental. Al informarle de ello Pułaski, Washington se preparó para una batalla, pero el encuentro fue interrumpido por una gran tormenta antes de que ninguno de los bandos pudiera organizarse. El 4 de octubre, Pułaski participó en la Batalla de Germantown. Pasó el invierno de 1777 a 1778 junto con la mayor parte del ejército en Valley Forge. Pułaski sostenía que las operaciones militares debían continuar a lo largo del invierno, pero esta idea fue rechazada por el estado mayor. A su vez, dirigió sus esfuerzos hacia la reorganización de la caballería, estacionada en su mayor parte en Trenton. Mientras estaba en Trenton, requirió su asistencia el general Anthony Wayne, a quien Washington había enviado en una expedición de forrajeo por el sur de Nueva Jersey. Wayne corría el riesgo de encontrarse con una fuerza británica muy superior en número enviada para oponerse a sus movimientos. Pułaski y 50 soldados de caballería cabalgaron en dirección sur hacia Burlington, donde tuvieron una escaramuza con los centinelas británicos el 28 de febrero. Después de este pequeño encuentro, el comandante británico, el teniente coronel Thomas Stirling, estuvo aparentemente convencido de que se enfrentaba a una fuerza mucho mayor de la esperada, y se preparó para retirar sus tropas a través del río Delaware hacia Pensilvania en Cooper's Ferry (actual Gloucester City). Pułaski y Wayne unieron sus fuerzas para atacar la posición de Stirling el 29 de febrero mientras este esperaba las condiciones meteorológicas adecuadas para cruzar. En la escaramuza resultante, en la que solo participaron unos pocos cientos de hombres de cada bando, el caballo de Pułaski fue abatido y algunos de sus soldados de caballería resultaron heridos.
Los oficiales estadounidenses bajo el mando de Pułaski tenían dificultades para recibir órdenes de un extranjero que apenas hablaba inglés y cuyas ideas sobre la disciplina y las tácticas diferían enormemente de aquellas a las que estaban acostumbrados. Esto provocó fricciones entre los estadounidenses y Pułaski y sus compañeros polacos. También hubo descontento por retrasos en la paga, y la personalidad imperiosa de Pułaski fue una fuente habitual de malestar entre sus compañeros, superiores y subordinados. Pułaski también estaba descontento porque su sugerencia de crear una unidad de lanceros fue denegada. A pesar del elogio de Wayne, estas circunstancias provocaron que Pułaski renunciara a su mando general en marzo de 1778 y regresara a Valley Forge.
Pułaski se dirigió a Yorktown, donde se reunió con el general Horatio Gates y sugirió la creación de una nueva unidad. Por recomendación de Gates, el Congreso confirmó su anterior nombramiento como general de brigada con el título especial de «Comandante del Caballo», y autorizó la formación de un cuerpo de 68 lanceros y 200 soldados de infantería ligera. Este cuerpo, conocido como la Legión de Caballería de Pulaski, fue reclutado principalmente en Baltimore, donde tenía su cuartel. Henry Wadsworth Longfellow conmemoraría posteriormente en verso la consagración del estandarte de la Legión. Para agosto de 1778, la unidad contaba con unos 330 hombres, tanto estadounidenses como extranjeros. El mayor general británico Charles Lee comentó el alto nivel de entrenamiento de la Legión. El «padre de la caballería estadounidense» exigía mucho de sus hombres y los entrenaba en tácticas probadas de caballería. Empleaba sus propios ahorros personales cuando escaseaba el dinero del Congreso con el fin de asegurar a sus fuerzas el mejor equipo y la máxima seguridad personal. Sin embargo, más avanzado el año, surgió una polémica sobre las finanzas de la legión y sus requisiciones a la población local. Sus problemas con los auditores continuaron hasta su muerte; Pułaski se quejaba de recibir fondos inadecuados, se enfrentaba a la obstrucción por parte de los oficiales y de la población local y se veía obligado a gastar su propio dinero. No fue liberado de estas acusaciones hasta después de su muerte.
En otoño, Pułaski fue enviado a Little Egg Harbor, donde en el enfrentamiento del 15 de octubre la legión sufrió cuantiosas pérdidas. Durante ese invierno, Pułaski fue destinado a Minisink, que entonces pertenecía a Nueva Jersey. Se le ordenó participar en la punitiva Expedición de Sullivan contra los iroqueses, pero no estaba satisfecho con esta orden y tuvo la intención de dejar el servicio y regresar a Europa, pero en su lugar pidió ser reasignado al frente meridional. El 2 de febrero de 1779, Washington le ordenó en cambio ir a Carolina del Sur.

#### Frente meridional
Pułaski llegó a Charleston el 8 de mayo de 1779, encontrándose la ciudad sumida en una crisis. El general Benjamin Lincoln, comandante del ejército del sur, había conducido la mayor parte del ejército hacia Augusta en un intento por recuperar Savannah, que había sido capturada por los británicos a finales de 1778. El comandante británico, el general de brigada Augustine Prevost, respondió al movimiento de Lincoln lanzando una expedición de asalto desde Savannah a través del río Savannah. La milicia de Carolina del Sur retrocedió ante el avance británico, y la fuerza de Prevost la siguió hasta Charleston. Pułaski llegó justo cuando los líderes militares estaban estableciendo las defensas de la ciudad. Cuando los británicos avanzaron el 11 de mayo, la legión de Pułaski se enfrentó con los elementos de la vanguardia de la fuerza británica, y quedó muy dañada tras el encuentro. La infantería de la legión, que apenas contaba unos 60 hombres antes de la escaramuza, fue prácticamente aniquilada, y Pułaski tuvo que retirarse a la ciudad. Aunque algunos historiadores atribuyen a esta acción la decisión de Prevost de retirarse a Savannah al día siguiente (a pesar de las negociaciones en curso de una posible rendición de Charleston), es más probable que esta decisión estuviera motivada por las noticias que recibió Prevost de que la fuerza numéricamente superior de Prevost iba a regresar a Charleston para enfrentarse a él, y que las tropas de Prevost se habían alejado más allá de lo que había previsto originalmente. Un primer historiador criticó duramente las acciones de Pułaski en el enfrentamiento, calificándolas de «mal juzgadas, mal conducidas, deshonrosas y desastrosas». El episodio tuvo pocas consecuencias estratégicas e hizo poco por mejorar la reputación de la unidad de Pułaski.

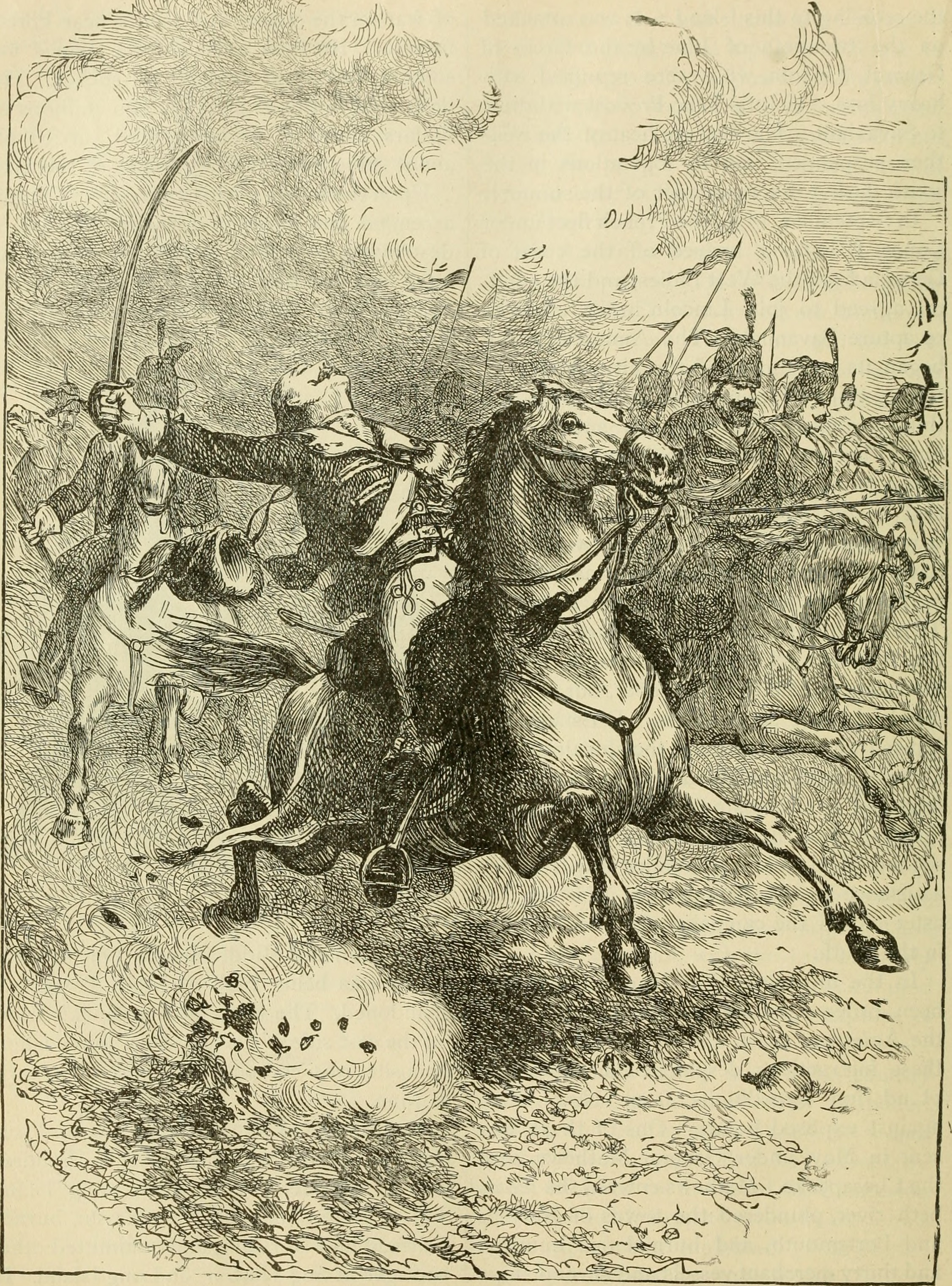
Pułaski, herido mortalmente por metralla mientras lideraba una carga de caballería.

Aunque Pułaski sufría habitualmente de malaria mientras estaba destinado en Charleston, permaneció en servicio activo. A principios de septiembre, Lincoln se preparó para lanzar un intento de recuperar Savannah con ayuda francesa. Pułaski recibió la orden de ir a Augusta, donde debía unir fuerzas con el general Lachlan McIntosh. Sus fuerzas combinadas debían ser los elementos de vanguardia del ejército de Lincoln. Pułaski capturó un puesto de avanzada británico cerca del río Ogeechee. Sus unidades actuaron entonces como avanzadilla de las unidades aliadas francesas bajo el mando del almirante Charles Henri de Estaing. Prestó grandes servicios durante el asedio de Savannah, y durante el asalto del 9 de octubre comandó toda la caballería, tanto francesa como estadounidense.

## Muerte y entierro
Mientras intentaba reunir a las fuerzas francesas en retirada durante una carga de caballería, Pułaski fue herido mortalmente por metralla. Fue sacado del campo de batalla y llevado a bordo del bergantín mercante Wasp, bajo el mando del capitán Samuel Bulfinch, donde murió dos días después sin haber recuperado el sentido. Su heroica muerte, admirada por los partidarios de los patriotas, impulsó aún más su reputación en los Estados Unidos.
Pułaski nunca se casó ni dejó descendencia. A pesar de su fama, durante mucho tiempo ha habido incertidumbre y controversias sobre su lugar y fecha de nacimiento, así como sobre su entierro. Muchas fuentes primarias mencionan un entierro en el mar. Los relatos históricos sobre el momento y lugar del entierro de Pułaski varían considerablemente. Según varios relatos contemporáneos, hubo testigos, entre ellos el edecán de Pułaski, de que este recibió un entierro simbólico en Charleston el 21 de octubre, y algún día después fue enterrado en el mar. Otros testigos, como el capitán del Wasp, Samuel Bulfinch, afirmaron que Pułaski fue sacado del barco y llevado a la plantación de Greenwich, en la localidad de Thunderbolt, cerca de Savannah, donde murió y fue enterrado.
En marzo de 1825, durante su gran visita a los Estados Unidos, Lafayette colocó la primera piedra del monumento a Pułaski en Savannah.

### Exhumación y análisis de los restos
En 1853 se creía que los restos hallados en un acantilado sobre el arroyo Augustine en la plantación de Greenwich eran del general. Estos huesos están enterrados en el monumento a Pułaski en Savannah. Fueron exhumados en 1996 y examinados en un estudio forense. El examen, que duró ocho años y que incluyó un análisis de ADN, no dio resultados concluyentes, aunque el esqueleto era consistente con la edad y ocupación de Pułaski. La presencia de una herida cicatrizada en la frente del cráneo era consistente con los registros históricos de una herida sufrida por Pułaski en combate, como también lo era un defecto óseo en el pómulo izquierdo, atribuido a un tumor benigno. En 2005, los restos fueron inhumados de nuevo en una ceremonia pública con todos los honores militares, incluyendo el ingreso de Pułaski en el Salón de la Fama Militar de Georgia.
Un estudio posterior financiado por la Institución Smithsoniana cuyos resultados se publicaron en 2019 concluyó a partir del ADN mitocondrial de su sobrina nieta, de las lesiones conocidas y las características físicas, que el esqueleto era probablemente de Pułaski. El esqueleto presentaba una serie de rasgos típicamente femeninos que han llevado a la hipótesis de que Pułaski fuera una mujer o una persona intersexual. Un documental basado en el estudio de la Institución Smithsoniana sugiere que la hipotética intersexualidad de Pułaski pudiera haber sido causada por una hiperplasia suprarrenal congénita, por la que un feto con cromosomas femeninos es expuesto a un alto nivel de testosterona en el útero y desarrolla genitales parcialmente masculinos. Este análisis está basado en rasgos típicamente femeninos del esqueleto, como la pelvis, la estructura facial y el ángulo de la mandíbula, en combinación con el hecho de que Pułaski se identificaba como varón y fue criado como tal.

## Homenajes y conmemoraciones

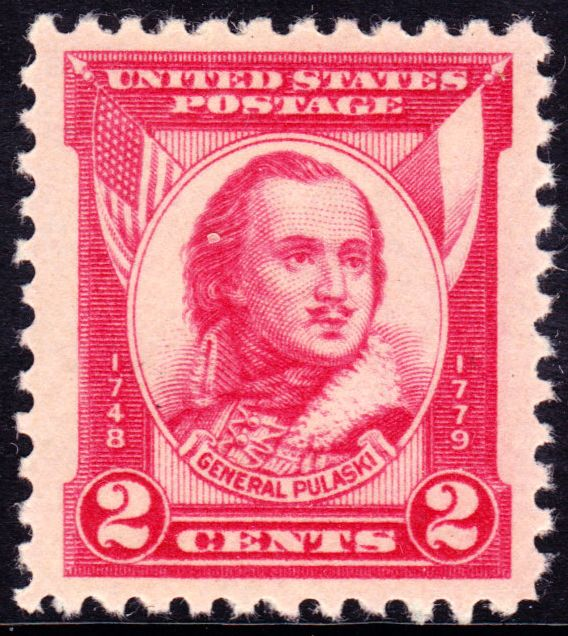
Sello postal estadounidense con la imagen del general Pułaski. Emisión de 1931, 2 centavos.

Estados Unidos ha conmemorado durante mucho tiempo la contribución de Pułaski a la Guerra de la Independencia, y ya el 29 de octubre de 1779 el Congreso de los Estados Unidos aprobó una resolución por la que se le dedicaría un monumento, aunque el Monumento a Casimir Pulaski en Savannah, el primer monumento en su honor, no se construyó hasta 1854. En 1867 se incorporó un busto de Pułaski a una colección de bustos de héroes de los Estados Unidos en el Capitolio. El 11 de mayo de 1910, el presidente William Taft reveló una estatua de Pułaski construida con fondos del Congreso. En 1929, el Congreso aprobó otra resolución declarando el 11 de octubre como Día Conmemorativo del General Pulaski, celebrado cada año con un gran desfile por la Quinta Avenida de Nueva York. Por separado, en Illinois y algunos lugares más se celebra un Día de Casimir Pulaski el primer lunes de marzo. En algunos distritos escolares de Illinois, el día es un festivo escolar oficial. Después de un intento fallido, el Congreso aprobó una resolución conjunta en 2009 por la que se confería a Pułaski la ciudadanía honoraria de los Estados Unidos, y la envió al presidente Barack Obama para su aprobación. Obama firmó la resolución el 6 de noviembre de 2009, convirtiendo a Pułaski en la séptima persona con este reconocimiento.

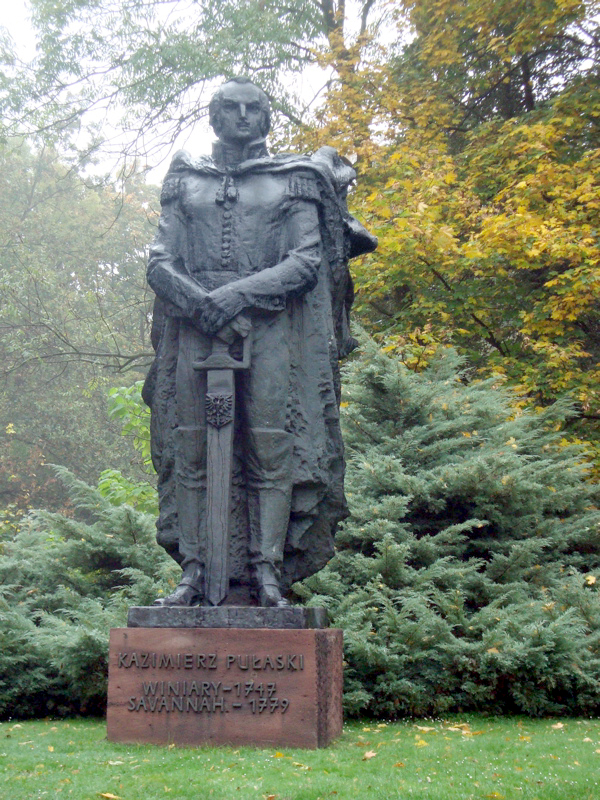
Fotografía de la Estatua de Pułaski en el Museo Kazimierz Pułaski de Warka (Polonia).

En Polonia, Antoni Pułaski, hermano de Kazimierz Pułaski, obtuvo en 1793 la anulación de la condena de este de 1773. Kazimierz Pułaski ha sido mencionado en las obras literarias de numerosos escritores polacos, como  Adam Mickiewicz, Juliusz Słowacki y Józef Ignacy Kraszewski. Adolf Nowaczyński escribió en 1917 el drama Pułaski w Ameryce (Pulaski en América). Asimismo, se le dedicó un museo en Warka, que abrió sus puertas en 1967.
Tanto en Polonia como en Estados Unidos, se celebran los aniversarios del nacimiento y de la muerte de Pułaski, y existen numerosos objetos artísticos dedicados a él, como cuadros y estatuas. En 1859, Eduard Sobolewski compuso la ópera Mohega, sobre los últimos días de la vida de Pułaski. Se han emitido medallas y sellos conmemorativas, y se le han dedicado nombres de ciudades, pueblos, municipios y condados, así como calles, parques y estructuras.
Aunque su estatua en Savannah se encuentra en la plaza Monterey de Savannah, la ciudad también cuenta con una plaza Pulaski (Pulaski Square), dedicada a él.
El Puente Pulaski de Nueva York conecta Brooklyn con Queens; el Pulaski Skyway en el norte de Nueva Jersey conecta Jersey City con Newark, y la Autopista Pulaski, que forma parte de la Ruta 40, recorre la ciudad de Baltimore (Maryland).
También hay numerosas instituciones educativas, académicas y de la comunidad polaco-estadounidense dedicadas a él. Un submarino de la Armada de los Estados Unidos, el USS Casimir Pulaski, así como un cúter del United States Revenue Cutter Service del siglo XIX y la fragata polaca ORP Gen. K. Pułaski llevan su nombre.

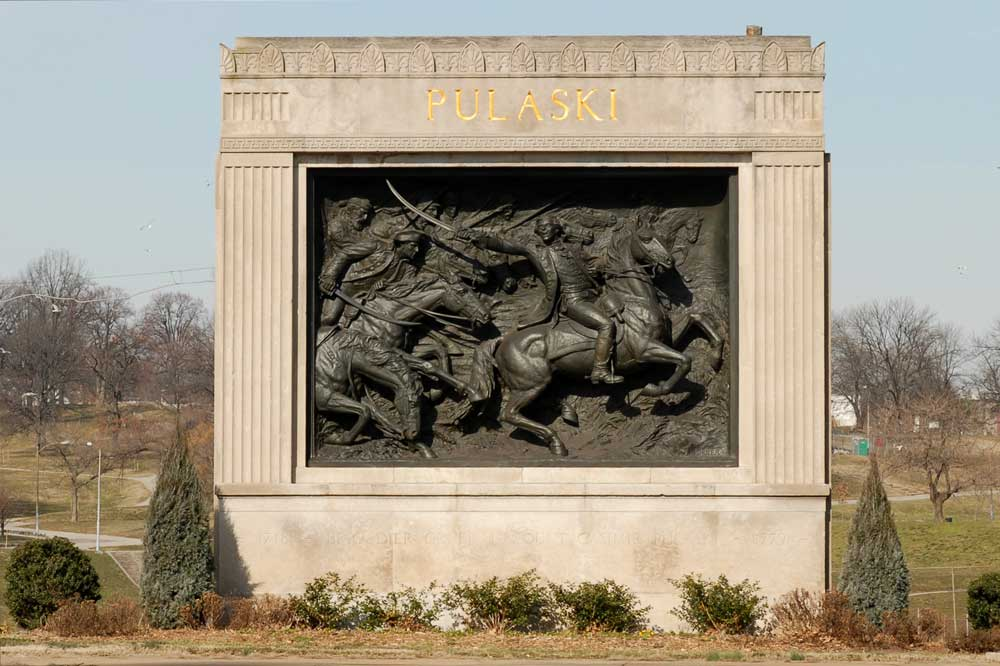
Monumento en Baltimore

Fort Pulaski, situado entre Savannah y Tybee Island, activo durante la Guerra de Secesión, debe su nombre a Kazimierz Pułaski. Hay una estatua conmemorativa de Pułaski en el extremo oriental de Freedom Plaza en Washington D. C., una estatua ecuestre en Roger Williams Park en Providence, otra en el centro del Parque Pulaski en Mánchester y una última estatua ecuestre de Pułaski realizada por Granville W. Carter en Hartford (Connecticut). En el Parque Patterson de Baltimore (Maryland) se encuentra un Monumento a Pulaski.
El historiador polaco Władysław Konopczyński, quien escribió una monografía sobre Pułaski en 1931, señaló que es uno de los polacos más consumados, agrupándolo con otros héroes militares polacos como Tadeusz Kościuszko, Stanisław Żółkiewski, Stefan Czarniecki y el príncipe Józef Poniatowski.